# Damiano Vannucci
Damiano Vannucci (* 30. Juli 1977) ist ein ehemaliger san-marinesischer Fußballspieler.

## Karriere

### Im Verein
Vannucci begann seine Karriere 1997 bei AS Real Misano in Italien und war danach bei diversen italienischen Amateurmannschaften aktiv, mit denen er unter anderem in der Eccellenza und Promozione spielte. 2003 wechselte er zur SS Virtus, mit der er im Campionato Sammarinese di Calcio, der nationalen san-marinesischen Meisterschaft, agierte. Im Folgejahr zog es ihn zum AC Juvenes/Dogana und anschließend zum AC Libertas, wo er drei Jahre spielte. 2008 wechselte er zurück in die italienischen Amateurligen zu Perticara Calcio. Von dort aus kehrte er ein Jahr später wieder zurück in seine Heimat und spielte dort seitdem für SS Virtus, AC Juvenes/Dogana, SP La Fiorita und SS Folgore/Falciano. Zum Ende der Saison 2013/14 beendete er seine Karriere.
In der san-marinesischen Liga wurde Vannucci zweimal Torschützenkönig, einmal in der Saison 1997/98 mit 21 Toren und in der Saison 2003/04 mit 15 Treffern.

### Nationalmannschaft
Sein erstes Länderspiel bestritt er am 9. Oktober 1996 beim 0:3 gegen Belgien in der WM-Qualifikation. Er gehörte auch zur Mannschaft, die am 6. September 2006 mit 0:13 gegen Deutschland die höchste Niederlage erlitt. Am 11. Februar 2009 überbot er mit seinem 49. Spiel den bis dahin gültigen Rekord von Mirco Gennari und war eine Zeit lang alleiniger Rekordhalter San Marinos, bis er selbst von Andy Selva überholt wurde.  Er nahm mit San Marino zwischen 1996 und 2010 an allen EM- und WM-Qualifikationen teil, konnte sich mit San Marino aber nie für eine Welt- oder Europameisterschaft qualifizieren. Der einzige Sieg gelang in einem Freundschaftsspiel am 28. April 2004 in Serravalle mit 1:0 gegen Liechtenstein.